# Peder Horrebow
Peder [Nielsen] Horrebow (Horrebov) (né le 14 mai 1679 à Løgstør – mort le 15 avril 1764 à Copenhague) est un astronome danois. Membre de plusieurs académies scientifiques, dont l'Académie des sciences en France (à partir de 1746), il est l'inventeur d'une méthode de détermination d'une latitude terrestre à l'aide de la position des étoiles. Oubliée et redécouverte en 1833 par l'ingénieur américain Andrew Talcott, cette méthode est nommée la méthode Horrebow-Talcott.
Horrebow étudie également la navigation, déterminant la parallaxe du Soleil à 9" d'après une solution approximative des équations de Kepler. Il travaille aussi à la correction d'erreurs systématiques inhérentes aux instruments, précédant ainsi les travaux de Tobias Mayer sur la théorie des corrections en 1756.
Le cratère lunaire Horrebow (en) est nommé en son honneur.

## Biographie
Né à Løgstør, Jutland, dans une famille pauvre de pêcheurs, Horrebow fréquente l'université de Copenhague en 1703. Ses compétences techniques lui permettent de réparer des instruments musicaux et mécaniques et, ainsi, de réaliser son parcours scolaire. En 1716, il obtient une MA, puis une MD en 1725.
De 1703 à 1707, Horrebow est assistant de Ole Christensen Rømer, chez qui il habite. De 1707 à 1711, il est engagé comme instituteur privé par un baron danois. En 1711, il entre au service de la bureaucratie gouvernementale et travaille aux droits d'accise.
Après plusieurs sollicitations auprès du roi Frédéric IV, Horrebow devient professeur de mathématiques à l'université de Copenhague en 1714. Il devient également directeur de l'observatoire de celle-ci, nommé Rundetårn (« la tour ronde »). Il sera finalement remplacé à ce poste par son fils Christian Horrebow.
Marié à Anne Margrethe Rossing, Horrebow et elle auront un total de 20 enfants.

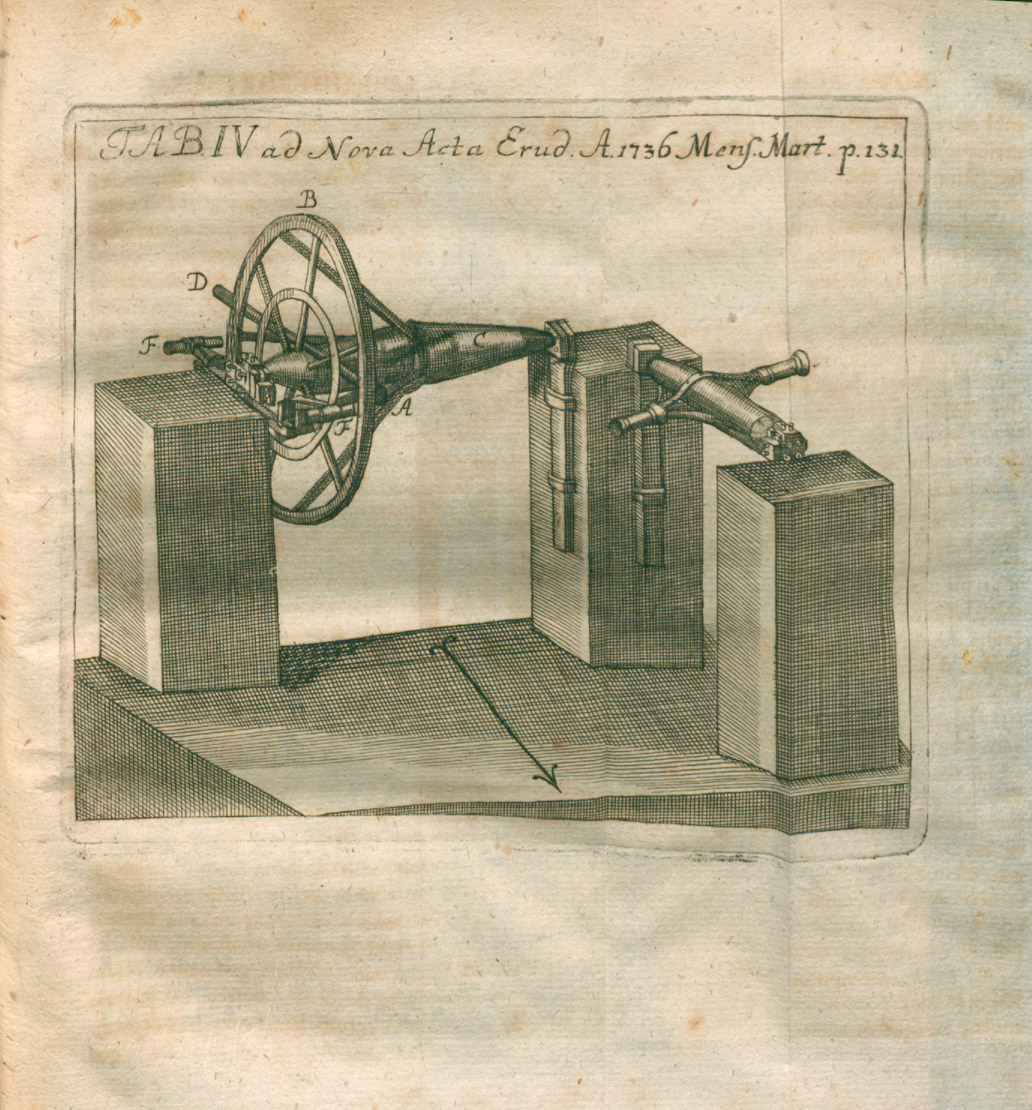
Illustration de Basis astronomiae sive Astronomiae pars mechanica... Acta Eruditorum (mars 1736).

L'incendie de Copenhague en 1728 détruit toutes les archives d'Horrebow et de Rømer (mort en 1710). En 1734-1735, Horrebow écrit Basis Astronomiae, qui décrit les réalisations scientifiques de Rømer.